# Fougaron
Fougaron est une commune française située dans le sud-ouest du département de la Haute-Garonne en région Occitanie. Sur le plan historique et culturel, la commune est dans le pays de Comminges, correspondant à l’ancien comté de Comminges, circonscription de la province de Gascogne située sur les départements actuels du Gers, de la Haute-Garonne, des Hautes-Pyrénées et de l'Ariège.
Exposée à un climat de montagne, elle est drainée par le Fougaron et par divers autres petits cours d'eau. La commune possède un patrimoine naturel remarquable composé de quatre zones naturelles d'intérêt écologique, faunistique et floristique.
Fougaron est une commune rurale qui compte 109 habitants en 2022, après avoir connu un pic de population de 1 090 habitants en 1851. Ses habitants sont appelés les Fougaronois ou  Fougaronoises.

## Géographie

### Localisation
La commune de Fougaron se trouve dans le département de la Haute-Garonne, en région Occitanie.
Elle se situe à 80 km à vol d'oiseau de Toulouse, préfecture du département, à 22 km de Saint-Gaudens, sous-préfecture, et à 35 km de Bagnères-de-Luchon, bureau centralisateur du canton de Bagnères-de-Luchon dont dépend la commune depuis 2015 pour les élections départementales.
La commune fait en outre partie du bassin de vie d'Aspet.
Les communes les plus proches sont : 
Herran (2,1 km), Arbas (2,3 km), Urau (3,8 km), Chein-Dessus (5,3 km), Saleich (5,4 km), Castelbiague (5,5 km), Buzan (5,6 km), Montastruc-de-Salies (5,7 km).
Sur le plan historique et culturel, Fougaron fait partie du pays de Comminges, correspondant à l’ancien comté de Comminges, circonscription de la province de Gascogne située sur les départements actuels du Gers, de la Haute-Garonne, des Hautes-Pyrénées et de l'Ariège.
Fougaron est limitrophe de six autres communes dont deux dans le département de l'Ariège.
Les communes limitrophes sont  Arbas, Buzan, Herran, Montastruc-de-Salies, Saint-Jean-du-Castillonnais et Urau.
| Arbas                                | Montastruc-de-Salies |      |
| Herran                               | Fougaron             | Urau |
| Saint-Jean-du-Castillonnais (Ariège) | Buzan (Ariège)       |      |

### Géologie et relief
La superficie de la commune est de 914 hectares ; son altitude varie de 473  à   1 416 mètres.

### Hydrographie

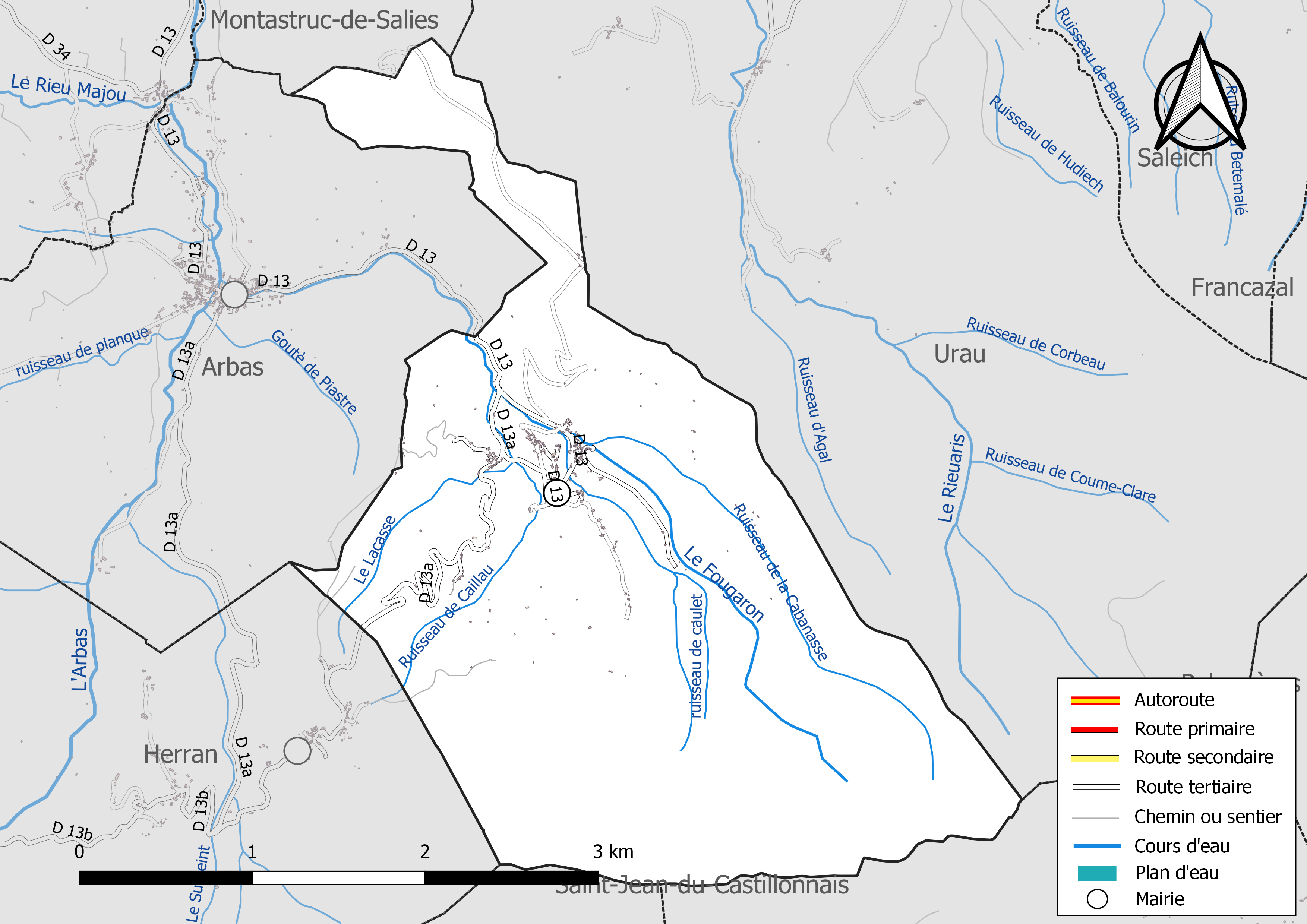
Réseaux hydrographique et routier de Fougaron.

La commune est dans le bassin de la Garonne, au sein du bassin hydrographique Adour-Garonne. Elle est drainée par le Fougaron, le Lacasse, le ruisseau de Caillau, le ruisseau de caulet, le ruisseau de la Cabanasse et par un petit cours d'eau, constituant un réseau hydrographique de 14 km de longueur totale,.

### Climat
Pour des articles plus généraux, voir Climat de l'Occitanie et Climat de la Haute-Garonne.
En 2010, le climat de la commune est de type climat des marges montargnardes, selon une étude s'appuyant sur une série de données couvrant la période 1971-2000. En 2020, Météo-France publie une typologie des climats de la France métropolitaine dans laquelle la commune est exposée à un climat de montagne ou de marges de montagne et est dans la région climatique Pyrénées centrales, caractérisée par une pluviométrie annuelle de 1 000 à 1 200 mm.
Pour la période 1971-2000, la température annuelle moyenne est de 12 °C, avec une amplitude thermique annuelle de 14,9 °C. Le cumul annuel moyen de précipitations est de 1 101 mm, avec 10,4 jours de précipitations en janvier et 7,5 jours en juillet. Pour la période 1991-2020, la température moyenne annuelle observée sur la station météorologique la plus proche, située sur la commune de Palaminy à 26 km à vol d'oiseau, est de 13,2 °C et le cumul annuel moyen de précipitations est de 715,2 mm,. Pour l'avenir, les paramètres climatiques de la commune estimés pour 2050 selon différents scénarios d'émission de gaz à effet de serre sont consultables sur un site dédié publié par Météo-France en novembre 2022.

### Milieux naturels et biodiversité

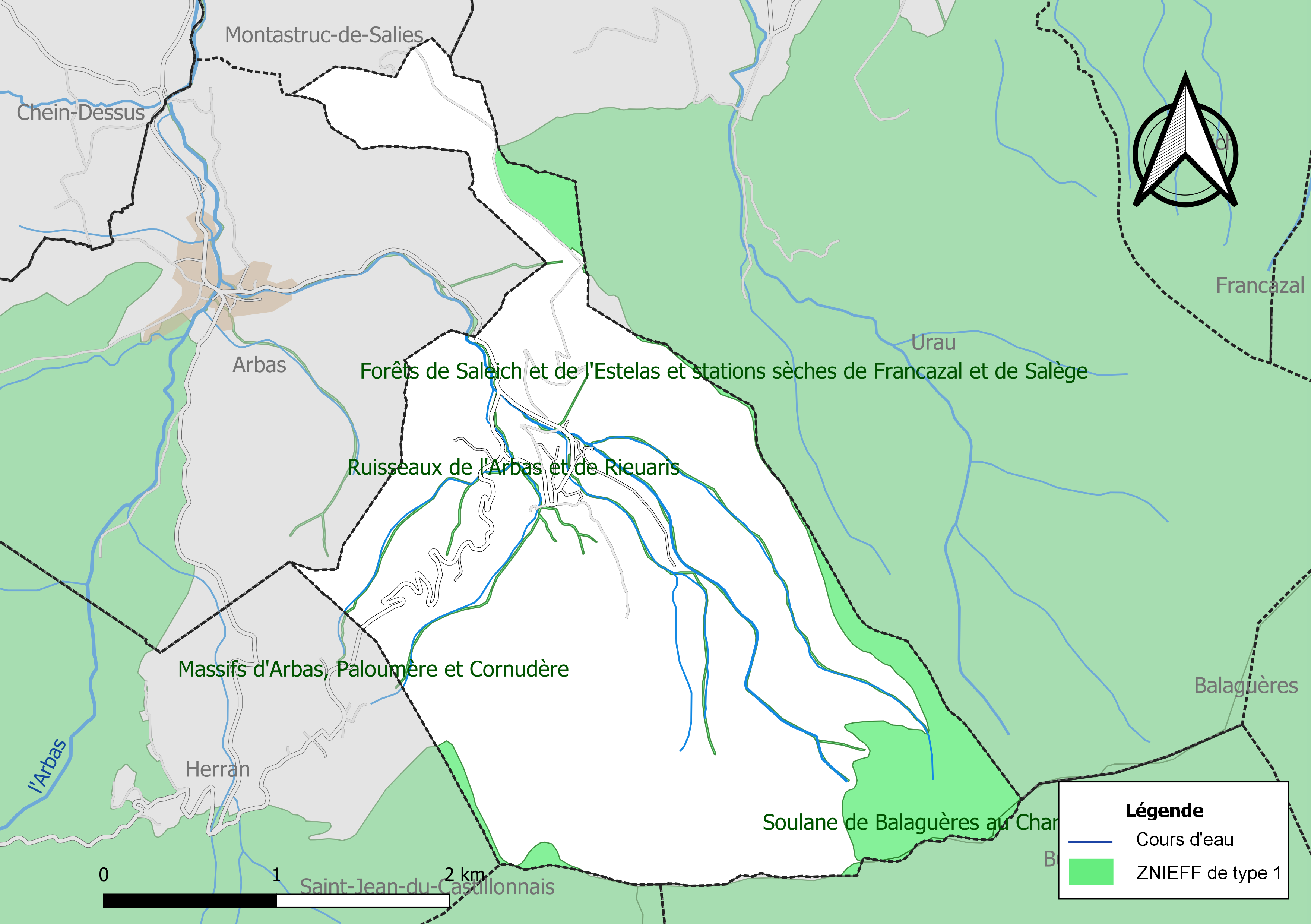
Carte des ZNIEFF de type 1 localisées sur la commune.

L’inventaire des zones naturelles d'intérêt écologique, faunistique et floristique (ZNIEFF) a pour objectif de réaliser une couverture des zones les plus intéressantes sur le plan écologique, essentiellement dans la perspective d’améliorer la connaissance du patrimoine naturel national et de fournir aux différents décideurs un outil d’aide à la prise en compte de l’environnement dans l’aménagement du territoire.
Trois ZNIEFF de type 1 sont recensées sur la commune :
- les « forêts de Saleich et de l'Estelas et stations sèches de Francazal et de Salège » (3 194 ha), couvrant 8 communes dont quatre dans l'Ariège et quatre dans la Haute-Garonne[17] ;
- les « massifs d'Arbas, Paloumère et Cornudère » (3 918 ha), couvrant 11 communes dont deux dans l'Ariège et neuf dans la Haute-Garonne[18],
- les « ruisseaux de l'Arbas et de Rieuaris » (64 ha), couvrant 9 communes du département[19] ;

et une ZNIEFF de type 2, : 
le « massif de l'Arbas » (27 233 ha), couvrant 45 communes dont 24 dans l'Ariège et 21 dans la Haute-Garonne.

## Urbanisme

### Typologie
Au 1er janvier 2024, Fougaron est catégorisée commune rurale à habitat dispersé, selon la nouvelle grille communale de densité à sept niveaux définie par l'Insee en 2022.
Elle est située hors unité urbaine et hors attraction des villes,.

### Occupation des sols
L'occupation des sols de la commune, telle qu'elle ressort de la base de données européenne d’occupation biophysique des sols Corine Land Cover (CLC), est marquée par l'importance des forêts et milieux semi-naturels (89,4 % en 2018), une proportion identique à celle de 1990 (89,4 %). La répartition détaillée en 2018 est la suivante : 
forêts (89,4 %), prairies (10,6 %). L'évolution de l’occupation des sols de la commune et de ses infrastructures peut être observée sur les différentes représentations cartographiques du territoire : la carte de Cassini (XVIIIe siècle), la carte d'état-major (1820-1866) et les cartes ou photos aériennes de l'IGN pour la période actuelle (1950 à aujourd'hui).

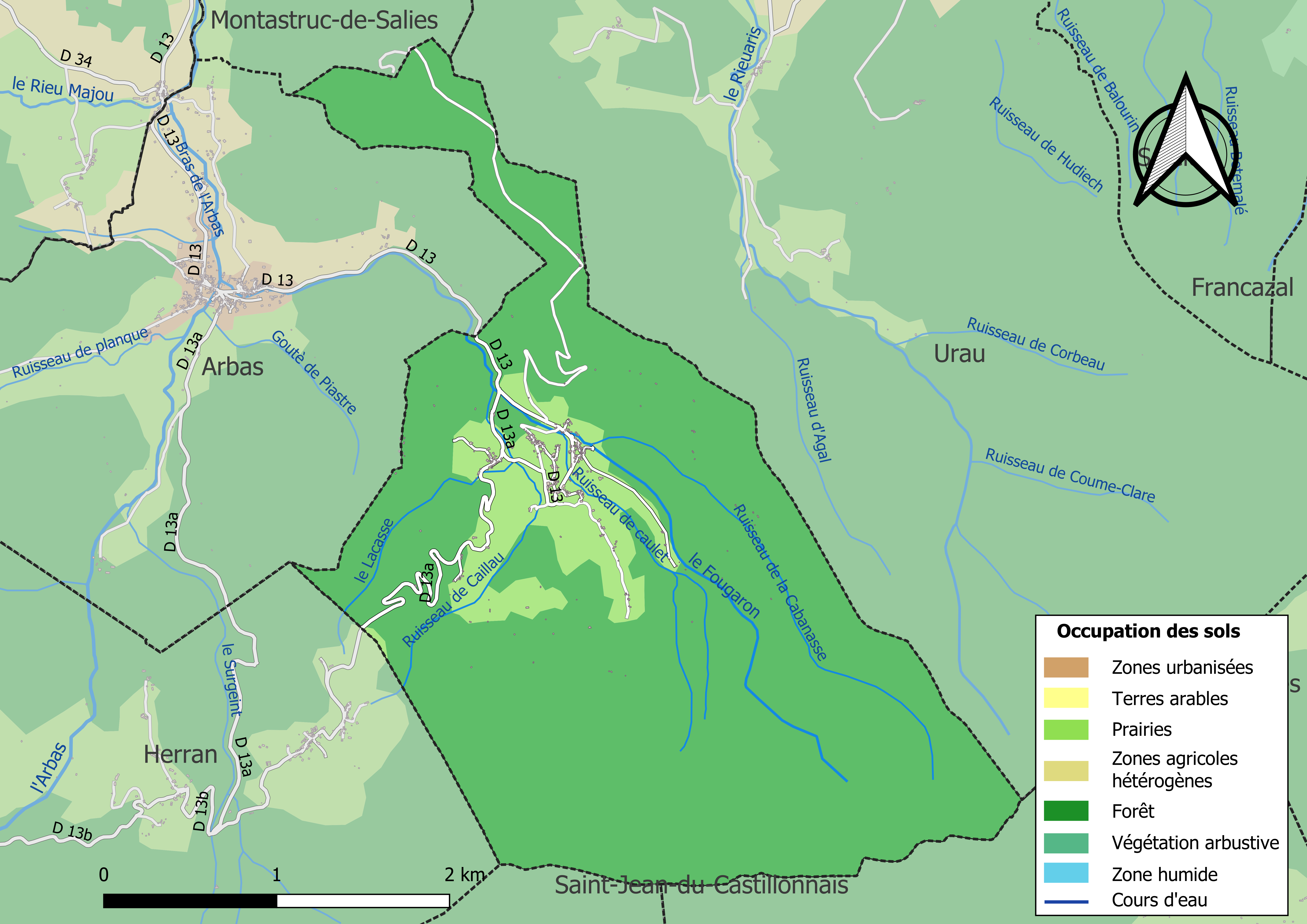
Carte des infrastructures et de l'occupation des sols de la commune en 2018 (CLC).

### Lieux-dits et hameaux
Elle a un hameau nommé Escarboues.

### Voies de communication et transports
Accès par la route départementale D 13.

### Risques majeurs
Le territoire de la commune de Fougaron est vulnérable à différents aléas naturels : météorologiques (tempête, orage, neige, grand froid, canicule ou sécheresse), mouvements de terrains et séisme (sismicité modérée). Un site publié par le BRGM permet d'évaluer simplement et rapidement les risques d'un bien localisé soit par son adresse soit par le numéro de sa parcelle.

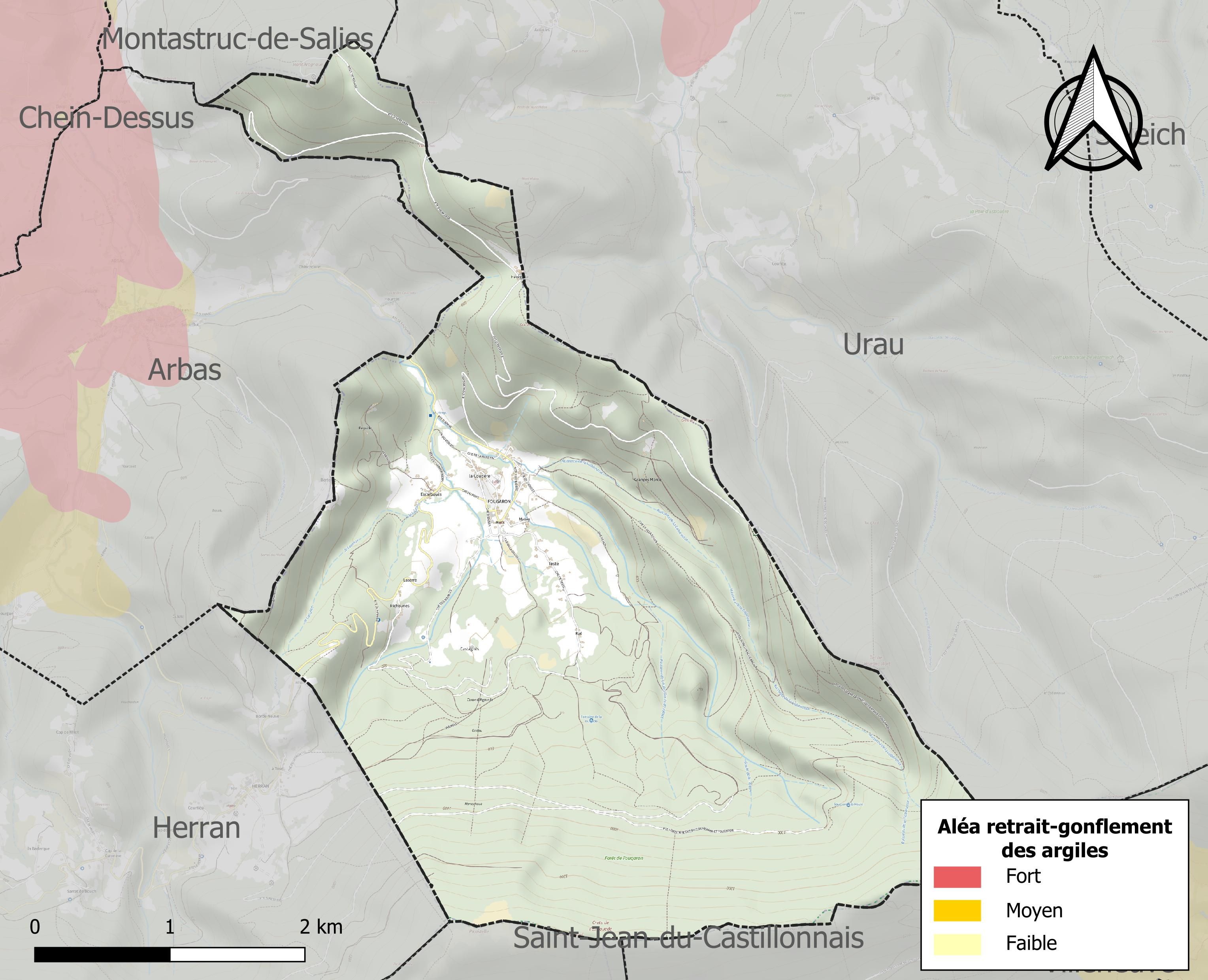
Carte des zones d'aléa retrait-gonflement des sols argileux de Fougaron.

La commune est vulnérable au risque de mouvements de terrains constitué principalement du retrait-gonflement des sols argileux. Cet aléa est susceptible d'engendrer des dommages importants aux bâtiments en cas d’alternance de périodes de sécheresse et de pluie. 0 % de la superficie communale est en aléa moyen ou fort (88,8 % au niveau départemental et 48,5 % au niveau national). Sur les 128 bâtiments dénombrés sur la commune en 2019, 0 sont en aléa moyen ou fort, soit 0 %, à comparer aux 98 % au niveau départemental et 54 % au niveau national. Une cartographie de l'exposition du territoire national au retrait gonflement des sols argileux est disponible sur le site du BRGM,.
Par ailleurs, afin de mieux appréhender le risque d’affaissement de terrain, l'inventaire national des cavités souterraines permet de localiser celles situées sur la commune.
Concernant les mouvements de terrains, la commune a été reconnue en état de catastrophe naturelle au titre des dommages causés par des mouvements de terrain en 1999.

## Histoire
Herran a été détaché de Fougaron par décret du 19 juin 1871.

## Politique et administration

### Administration municipale
Le nombre d'habitants au recensement de 2011 étant compris entre 0 et 99, le nombre de membres du conseil municipal pour l'élection de 2014 est de sept,.

### Rattachements administratifs et électoraux
Commune faisant partie de la huitième circonscription de la Haute-Garonne, de la communauté de communes Cagire-Garonne-Salat et du canton de Bagnères-de-Luchon (avant le redécoupage départemental de 2014, Fougaron faisait partie de l'ex-canton d'Aspet).
Avant le 1er janvier 2017, elle faisait partie de la communauté de communes des Trois Vallées et du SIVOM de la région de Salies-du-Salat.

### Liste des maires
| Période                                  | Période  | Identité           | Étiquette | Qualité                                                                        |
| ---------------------------------------- | -------- | ------------------ | --------- | ------------------------------------------------------------------------------ |
| Les données manquantes sont à compléter. |          |                    |           |                                                                                |
| avant 1981                               | ?        | François Rouzier   | DVG       |                                                                                |
| mai 1990                                 | En cours | Jean-Pierre Escaig | DVG       | Agent technique Président du SIVOM de la région de Salies-du-Salat (2008-2014) |

## Population et société

### Démographie
| 1793 | 1800 | 1806 | 1821 | 1831  | 1836  | 1841 | 1846 | 1851  |
| ---- | ---- | ---- | ---- | ----- | ----- | ---- | ---- | ----- |
| 614  | 452  | 787  | 841  | 1 077 | 1 013 | 933  | 974  | 1 090 |

| 1856 | 1861 | 1866 | 1872 | 1876 | 1881 | 1886 | 1891 | 1896 |
| ---- | ---- | ---- | ---- | ---- | ---- | ---- | ---- | ---- |
| 938  | 983  | 555  | 542  | 528  | 465  | 442  | 461  | 448  |

| 1901 | 1906 | 1911 | 1921 | 1926 | 1931 | 1936 | 1946 | 1954 |
| ---- | ---- | ---- | ---- | ---- | ---- | ---- | ---- | ---- |
| 413  | 407  | 409  | 323  | 247  | 218  | 196  | 155  | 114  |

| 1962 | 1968 | 1975 | 1982 | 1990 | 1999 | 2006 | 2011 | 2016 |
| ---- | ---- | ---- | ---- | ---- | ---- | ---- | ---- | ---- |
| 108  | 93   | 73   | 85   | 62   | 73   | 91   | 99   | 94   |

| 2021 | 2022 | - | - | - | - | - | - | - |
| ---- | ---- | - | - | - | - | - | - | - |
| 105  | 109  | - | - | - | - | - | - | - |

| selon la population municipale des années : | 1968 | 1975 | 1982 | 1990 | 1999 | 2006 | 2009 | 2013 |
| Rang de la commune dans le département      | 412  | 529  | 540  | 523  | 513  | 483  | 484  | 476  |
| Nombre de communes du département           | 592  | 582  | 586  | 588  | 588  | 588  | 589  | 589  |

### Enseignement
Fougaron fait partie de l'académie de Toulouse.

### Activités sportives
Spéléologie, parapente, Chasse, randonnée pédestre, VTT.

## Économie

### Emploi
|                | 2008  | 2013  | 2018  |
| -------------- | ----- | ----- | ----- |
| Commune        | 9,6 % | 9,1 % | 9,4 % |
| Département    | 7,7 % | 9,6 % | 9,3 % |
| France entière | 8,3 % | 10 %  | 10 %  |

En 2018, la population âgée de 15 à 64 ans s'élève à 54 personnes, parmi lesquelles on compte 77,4 % d'actifs (67,9 % ayant un emploi et 9,4 % de chômeurs) et 22,6 % d'inactifs,. En  2018, le taux de chômage communal (au sens du recensement) des 15-64 ans est supérieur à celui du département, mais inférieur à celui de la France, alors qu'il était supérieur à celui de la France en 2008.
La commune est hors attraction des villes,. Elle compte 2 emplois en 2018, contre 9 en 2013 et 7 en 2008. Le nombre d'actifs ayant un emploi résidant dans la commune est de 38, soit un indicateur de concentration d'emploi de 5,4 % et un taux d'activité parmi les 15 ans ou plus de 49,4 %.
Sur ces 38 actifs de 15 ans ou plus ayant un emploi, 2 travaillent dans la commune, soit 5 % des habitants. Pour se rendre au travail, 97,3 % des habitants utilisent un véhicule personnel ou de fonction à quatre roues, 2,7 % les transports en commun et.

### Activités hors agriculture
9 établissements sont implantés  à Fougaron au 31 décembre 2019.
Le secteur du commerce de gros et de détail, des transports, de l'hébergement et de la restauration est prépondérant sur la commune puisqu'il représente 44,4 % du nombre total d'établissements de la commune (4 sur les 9 entreprises implantées  à Fougaron), contre 25,9 % au niveau départemental.

### Agriculture
|               | 1988 | 2000 | 2010 | 2020 |
| ------------- | ---- | ---- | ---- | ---- |
| Exploitations | 5    | 4    | 0    | 1    |
| SAU (ha)      | 92   | 79   | 0    | 3    |

La commune est dans les « Pyrénées centrales », une petite région agricole occupant le sud du département de la Haute-Garonne, massif montagneux où s’étagent les vallées profondes, la forêt et les zones intermédiaires, les estives. En 2020, l'orientation technico-économique de l'agriculture  sur la commune est l'élevage d'équidés et/ou d' autres herbivores. Une seule  exploitation agricole ayant son siège dans la commune est recensée lors du recensement agricole de 2020 (cinq en 1988). La superficie agricole utilisée est de 3 ha,,.

## Culture locale et patrimoine

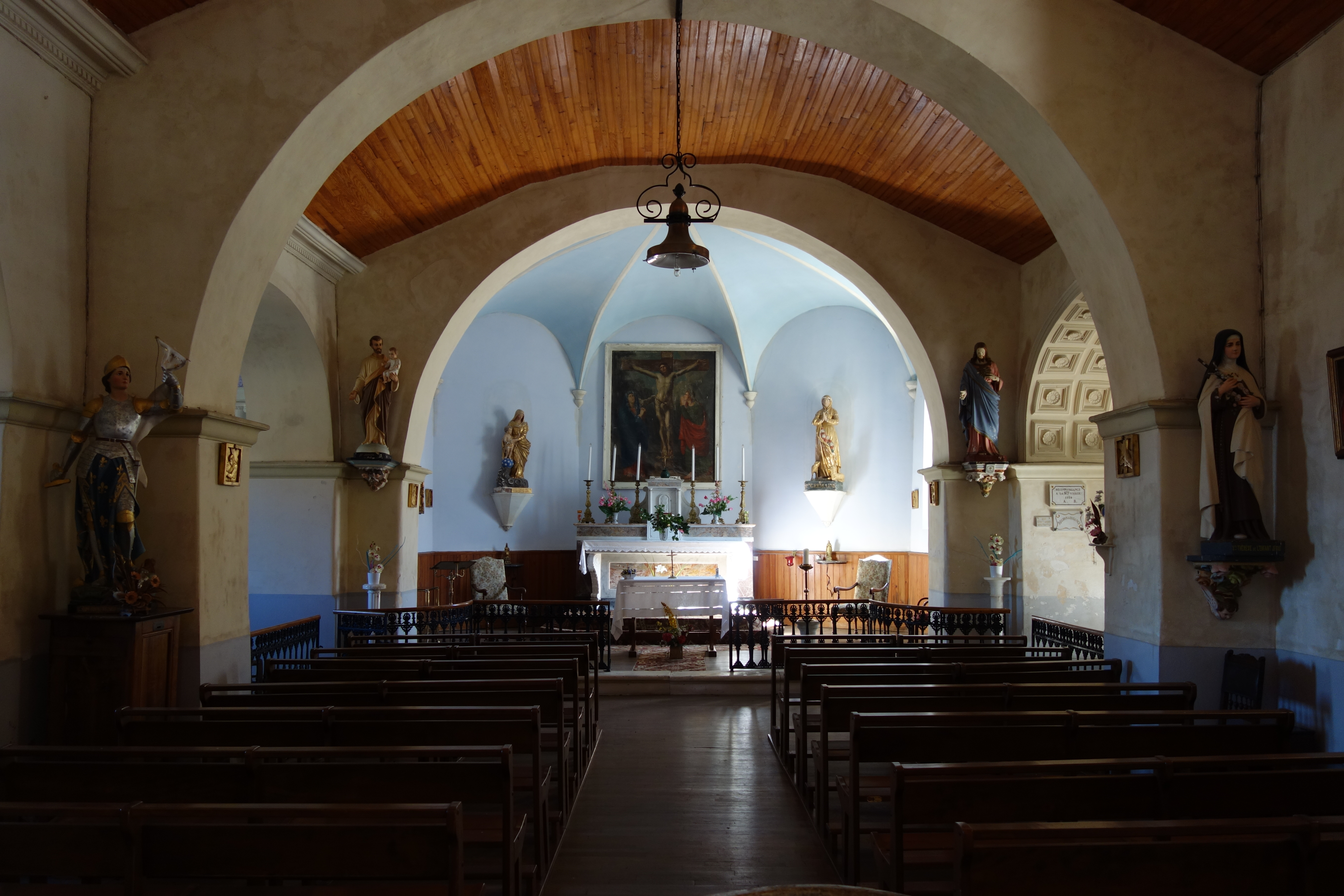
Intérieur de l'église de Fougaron.

### Lieux et monuments
- Le château d'eau : il y a un château d'eau à côté de l'église.
- L'église Saint-Bertrand anciennement Notre-Dame : elle n'est utilisée que rarement. Elle avait un carillon rythmé très original qui faisait la particularité du village mais il a été remplacé en 2007 par un air différent.

## Pour approfondir
- Liste des communes de la Haute-Garonne